# Pairwise-Methode
Der Begriff Paarbildungsmethode oder englisch Pairwise-Methode bezeichnet eine Methode, die beim Testen von Software eingesetzt wird, um die Anzahl der Tests von Kombinationen möglicher Belegungen mehrerer Eingabefelder gering zu halten. Sie ist in die Black-Box-Tests einzuordnen.

## Definition
Die Grundidee der Methode besteht darin, dass es häufig nicht nötig ist, alle möglichen Kombinationen von Eingaben mehrerer Felder zu testen – es reicht oft aus, lediglich dafür zu sorgen, dass jedes Feld paarweise mit jedem anderen Feld in allen Kombinationen getestet wird.
Gibt es zum Beispiel eine Eingabemaske mit vier Feldern, die jeweils drei verschiedene Werte annehmen können, so müssten für eine komplette Abdeckung aller möglichen Kombinationen 81 Tests durchgeführt werden:
| Test | Feld 1 | Feld 2 | Feld 3 | Feld 4 |
| 01   | A      | I      | P      | X      |
| 02   | A      | I      | P      | Y      |
| 03   | A      | I      | P      | Z      |
| 04   | A      | I      | Q      | X      |
| 05   | A      | I      | Q      | Y      |
| 06   | A      | I      | Q      | Z      |
| 07   | A      | I      | R      | X      |
| 08   | A      | I      | R      | Y      |
| 09   | A      | I      | R      | Z      |
| 10   | A      | J      | P      | X      |
| ##   | …      |        |        |        |
| 78   | C      | K      | Q      | Z      |
| 79   | C      | K      | R      | X      |
| 80   | C      | K      | R      | Y      |
| 81   | C      | K      | R      | Z      |

Mit der Pairwise-Methode kann die Anzahl der Tests auf neun reduziert werden:
| Test | Feld 1 | Feld 2 | Feld 3 | Feld 4 |
| 1    | A      | I      | P      | X      |
| 2    | A      | J      | Q      | Y      |
| 3    | A      | K      | R      | Z      |
| 4    | B      | I      | Q      | Z      |
| 5    | B      | J      | R      | X      |
| 6    | B      | K      | P      | Y      |
| 7    | C      | I      | R      | Y      |
| 8    | C      | J      | P      | Z      |
| 9    | C      | K      | Q      | X      |

## Vorgehensweise
Um von einer Tabelle mit allen Kombinationsmöglichkeiten zu einer Tabelle nach der Pairwise-Methode zu gelangen, kann man folgendes Verfahren einsetzen:
Man betrachtet nacheinander die Zeilen der Tabelle von unten nach oben. In jeder Zeile prüft man die Kombinationen von je zwei Werten. Existiert eine solche Kombination nochmals in einer anderen Zeile, kann man die betrachtete Zeile aus der Tabelle löschen. Dies setzt man so lange fort, bis keine Zeile mehr gelöscht werden kann.

## Bemerkungen
- Allgemein lässt sich eine Pairwise-Abdeckung von n+1 Feldern mit je n Werten durch n^2 Tests erreichen.

- Mit der Pairwise-Methode lassen sich unter Umständen drastische Reduzierungen der Testanzahl erreichen. Eine Tabelle aus 75 binären Feldern ergäbe insgesamt 275 (also mehrere Trilliarden) mögliche Kombinationen – mit der Pairwise-Methode reichen 28 Kombinationen aus.
- Fehler, die nur bei bestimmten Kombinationen von mehr als zwei Feldern auftreten (sogenannte Multi-Mode-Faults), werden beim Einsatz der Pairwise-Methode unter Umständen übersehen!
- Das Erstellen der reduzierten Tabellen kann sehr aufwändig sein – es gibt allerdings Tools, die dem Tester diese Aufgabe abnehmen.